# Jalpuch
Der Jalpuch (rumänisch Ialpug; russisch Ялпуг/Jalpug) ist ein Fluss im Süden der Republik Moldau und im Südwesten der Ukraine. 
Der Jalpuch entspringt in Moldau, südwestlich der Hauptstadt Chișinău. Er fließt in südlicher Richtung parallel zum Pruth und passiert unter anderem die moldauischen Ortschaften Comrat, Congaz und Taraclia. Im Budschak mündet er bei der ukrainischen Stadt Bolhrad in den 50 Kilometer langen, aber nur 149 Quadratkilometer großen Jalpuhsee (ukrainisch Ялпуг, Jalpuh oder Ялпух, Jalpuch). Dieser entwässert über den See Kuhurluj in die untere Donau.
Größere Städte am Fluss sind Comrat, die Hauptstadt Gagausiens, und Bolhrad am Jalpuhsee.